# Саєнко Антон Іванович
Антон (Анатолій) Іванович Саєнко (3 серпня 1905, станиця Каргінська Донецького округу Області Війська Донського, тепер Шолоховського району Ростовської області, Російська Федерація — 21 грудня 1977) —  радянський і партійний діяч, залізничник, секретар Сталінського обкому КП(б)У.

## Життєпис
Член ВКП(б) з 1929 року.
На 1938 рік — заступник начальника політичного відділу Південно-Донецької залізниці.
У грудні 1939 — 16 травня 1941 року — завідувач транспортного відділу Сталінського обласного комітету КП(б)У.
16 травня — листопад 1941 року — секретар Сталінського обласного комітету КП(б)У із транспорту.
Під час німецько-радянської війни з листопада 1941 по жовтень 1942 рік — військовий комісар відділу військових сполучень штабу Південного фронту, заступник начальника військових сполучень штабу Чорноморської групи військ Північно-Кавказького фронту.
У 1944 (затверджений у березні 1945 року) — 1948 роках — заступник секретар Сталінського обласного комітету КП(б)У із транспорту — завідувач транспортного відділу Сталінського обласного комітету КП(б)У.
До січня 1953 року — начальник політичного відділу Південно-Донецької залізниці.
Потім працював на відповідальній роботі на залізниці.

## Звання
- батальйонний комісар
- майор

## Нагороди
- орден Вітчизняної війни І ст. (29.07.1945)
- орден Трудового Червоного Прапора (23.01.1948)
- орден Червоної Зірки (21.02.1943)
- медаль «За перемогу над Німеччиною у Великій Вітчизняній війні 1941—1945 рр.» (1945)
- медалі